# Ульф Старк
Ульф Старк (швед. Ulf Stark; 12 липня 1944, Стокгольм, Швеція — 13 червня 2017, там же) — шведський письменник і сценарист. Як автор книг для дорослих дебютував у 1964 році. У 1975 році почав, а з 1984 року цілком присвячує себе дитячій літературі. Удостоєний багатьох престижних літературних премій.

## Біографія
Ульф Старк народився в 1944 році у стокгольмському передмісті Стуребю, куди він пізніше повертається у багатьох своїх книжках. Його батько був стоматологом, мати - домогосподаркою, і в нього був на два роки старший брат.  Рано втратив матір, що залишило глибокий слід у його житті. Згадки про своє радісне й сумне дитинство, Старк зберіг у собі назавжди, і, ймовірно, у цьому причина його успіху, як письменника.
Ульф Старк почав писати в підлітковому віці і був представлений письменницьким колам своїм шкільним товаришем Петером Курманом, і в 19 років видав свою першу збірку віршів Діра в життя. Після цього його кар'єра пішла вгору, швидко з'явилися ще одна збірка віршів та роман. Потім він час від часу писав для культурної сторінки Експрессен. Кілька років він працював з кадровими питаннями в Управлінні ринку праці (AMS). У 1975 році він написав свою першу дитячу книжку Петтер і червоний птах.
Перші твори Старка для дітей були надруковані в 1975 і 1976 роках. 
Прорив стався лише в 1984 році. Старк хотів написати щось вигадане і побачив оголошення про літературний конкурс, що спонукало його написати Дурники і дивини. Завдяки цій книзі про новоприбулу Сімону, яку помилково прийняли за хлопчика, він виграв конкурс дитячої книги видавництва Bonnier Junior. Пізніше книга стала телесеріалом, а в 2009 році також мюзиклом у Стокгольмському міському театрі. Успіх книги з часом дозволив йому почати писати на повний робочий день.
Зараз він вважається одним з найвідоміших і шанованих у світі дитячих письменників, співпрацював з ілюстраторами Анною Хегланд і Маті Леппом. Ним написано близько 30 книг, які перекладені більш ніж на 25 мов. Його твори удостоєні престижних премій. У 1998 він отримав скандинавську Дитячу Книжкову премію, а в 2000 році Міжнародне журі Премії Г. К. Андерсена відзначило його заслуги особливим дипломом.
У 1992 році Старк написав Чи вмієш ти свистіти, Юганно?, також з ілюстраціями Анни Хьоглунд, яка була номінована на Премію Августа. Ця книга також була екранізована і з 1994 року почала транслюватися кожного Святвечора на SVT. У 2010 році Старк став почесним доктором Стокгольмського університету.
З 1989 по 1998 рік він був обраним членом Шведської академії дитячої книги. У 1998 році він отримав Північну премію дитячої книги.
Старк помер 13 червня 2017 року у віці 72 років після боротьби з раком.

## Творчість

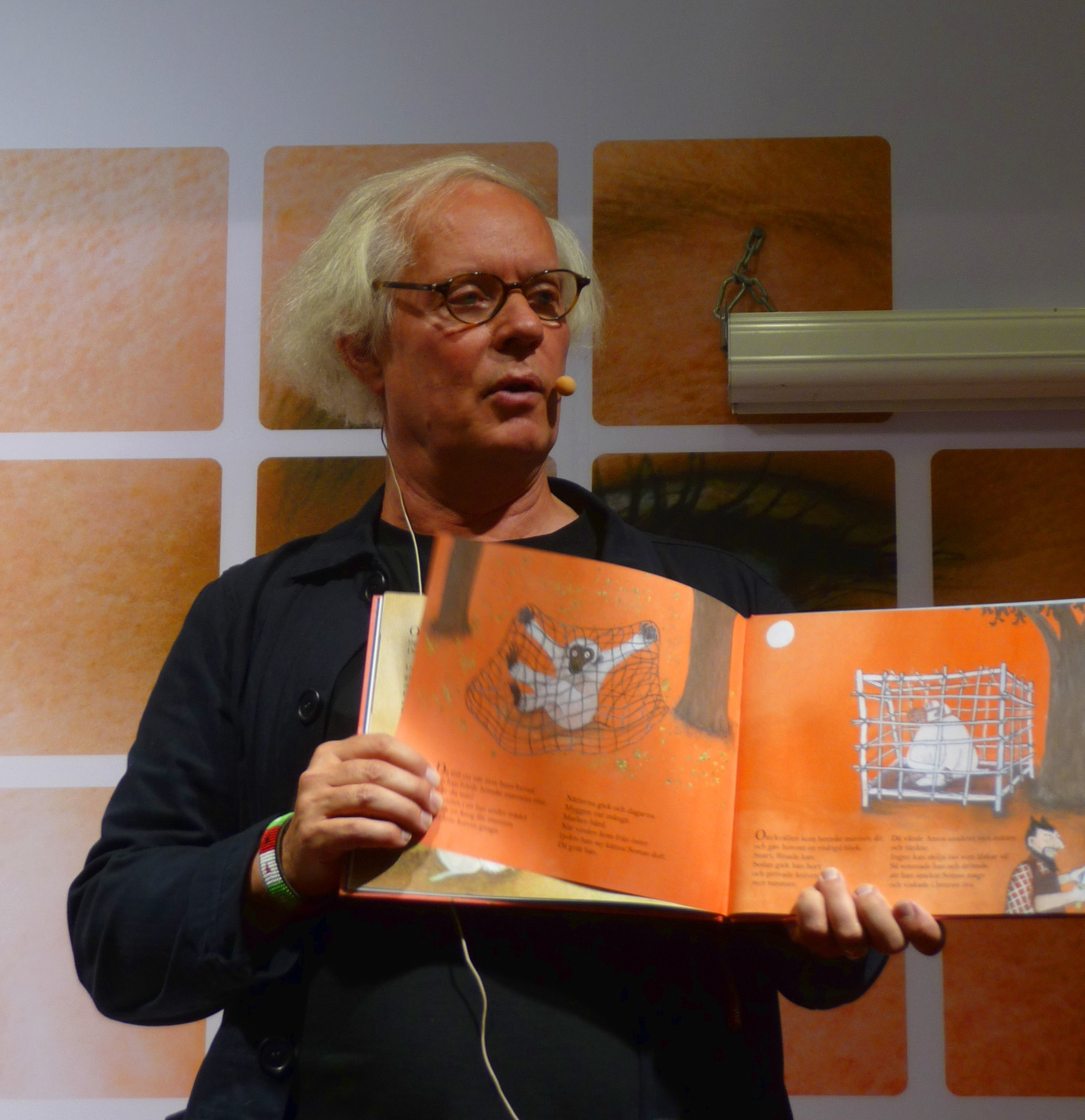

Як сценарист, адаптував кілька своїх власних книжок для фільмів і написав до них сценарії.
Будучи, на думку критиків і читачів, справжнім спадкоємцем Астрід Ліндгрен, письменник не боїться відвертої розмови з юними, не оминає найважчих тем, чесно й з великою    часткою гумору відтворює діалог поколінь. Має ясний і доступний стиль, інколи, навіть, відвертий. Сюжет намагається будувати близьким дітям і підліткам усього світу. Знається на психології дітей і підлітків, що в поєднанні з дивовижною прямотою викладу, роблять його твори зрозумілими й близькими читачам усіх країн.
На питання, чому він почав писати для дітей письменник відповів:
|  | Досить часто буває, що люди починають писати дитячі книжки, коли їм вже під сорок. У молодості цікавіше писати для дорослих. У мене теж так було. Моя перша дитяча книга — це прощання з дитинством. |

Старк уміє писати про найскладніші проблеми так просто і ясно, «що зрозуміло навіть дорослим». Не повчаючи, він серйозно говорить з дітьми про дружбу й ненависть, любов, жертовність і горе, про безпорадність дорослих і мудрість дітей та старих. У дитячих книгах йдеться про те, як непросто дорослішати й шукати себе. Перша його книга «Петер і червоний птах. Петер і поросята» на просторах СРСР з'явилась у 1981 році. Але по-справжньому письменника, «якого по праву вважають спадкоємцем традицій Астрід Ліндгрен», відкрили в 2005 році, у зв'язку з появою двох повістей: «Чи вмієш ти свистіти, Йоханна?» (1992) і «Сикстен» (1992). Це зворушливі історії поєднують комічне та трагічне, доступні для читання. А в 2007 році діти мали можливість прочитати повість: «Моя сестричка — ангел», яка багато в чому біографічна. У ній маленький хлопчик Уффе свариться з братом, мріє про собаку й дивує вчительку питаннями про ангелів.
|  | Мені здається, більшість моїх книг — про дружбу, про дітей, які спілкуються і разом вирішують свої проблеми. Хоча, звичайно, якщо говорити про «Диваків і зануд», то там — так. Але там герої — підлітки, тобто вже не діти. Це такий особливий вік, коли людина дуже гостро відчуває, що вона одна на цьому світі. Але, що важливо, всі мої герої морально дуже сильні.[джерело?] |

## Сім'я

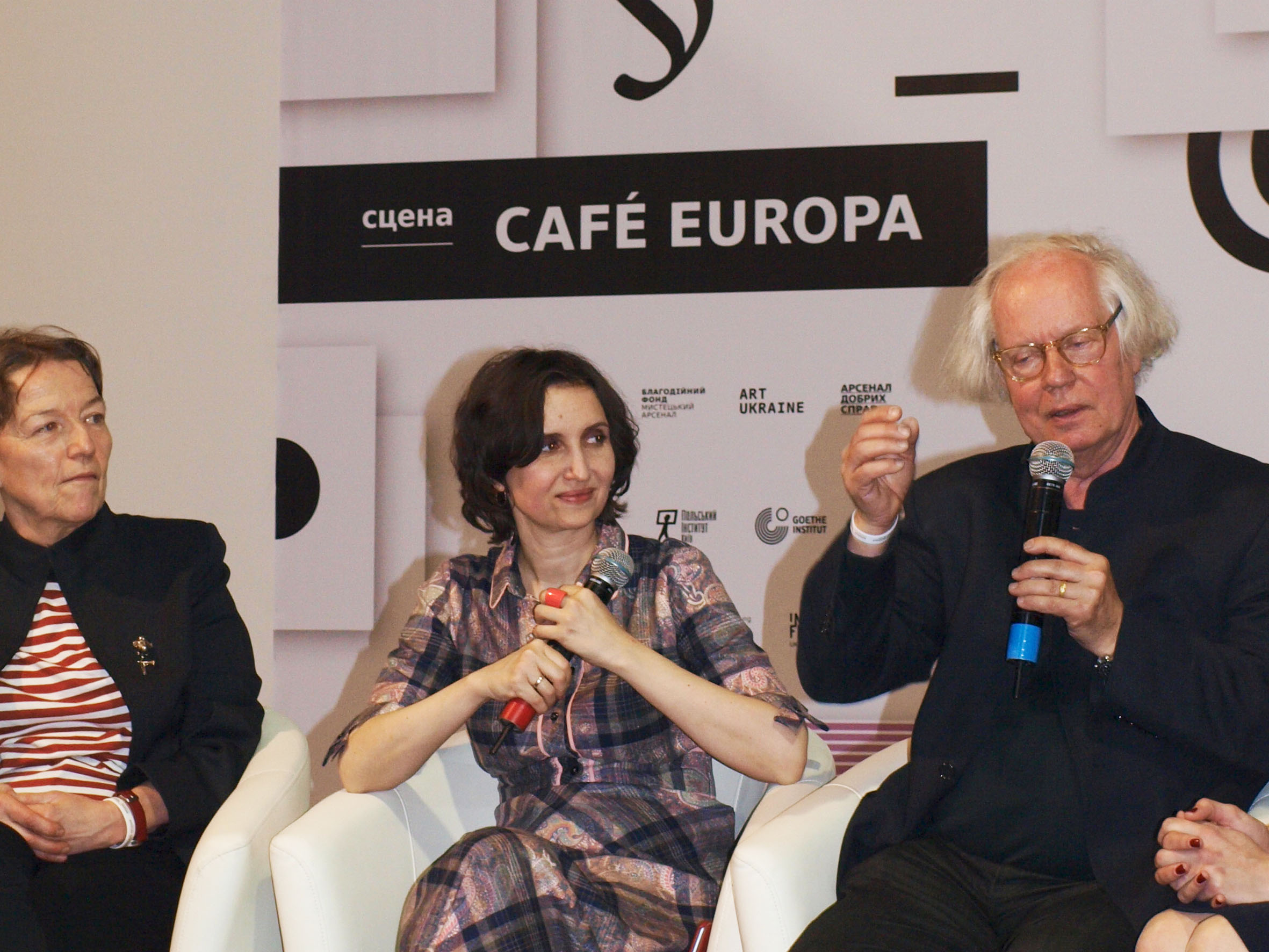
Ульф Старк, дружина Яніна Орлов (ліворуч) і видавець Мар'яна Савка (у центрі). Київ, 2016

- Дружина — Яніна Орлов (нар. 1955) фінська шведськомовна перекладачка, професор Стокгольмського університету.[10]
- Від попереднього шлюбу мав двох дітей.

## Ульф Старк в Україні
У квітні 2016 року за сприяння Посольства Швеції в Україні, Swedish Arts Council і Шведського інституту Ульфа Старка запросили до Києва як почесного гостя Дитячої програми Книжкового Арсеналу. Автор презентував свої твори «Чи вмієш ти свистати, Юганно?», «Диваки і зануди», які вийшли в українському перекладі у «Видавництві Старого Лева».

## Вибрана бібліографія
- 1966 – Sophämtarna
- 1967 – Skärgårdsliv
- 1975 – Petter och den röda fågeln (перша дитяча книга Старка)
- 1976 – Petter och de upproriska grisarna
- 1978 – Patrik
- 1984 – Dårfinkar & dönickar (укр. Диваки і зануди)
- 1985 – Maria Bleknos
- 1986 – Låt isbjörnarna dansa
- 1987 – Jaguaren (отримала нагороду Nils Holgersson Plaque)
- 1987 – Sixten
- 1989 – Karlavagnen
- 1991 – Min vän Percys magiska gymnastikskor
- 1992 – Can You Whistle, Johanna? (отримала нагороду Deutscher Jugendliteraturpreis в  1994)
- 1995 – Min vän shejken i Stureby
- 1996 – Min syster är en ängel (отримала в 1996 August Prize)
- 1997 – Ängeln och den blåa hästen
- 1997 – Inget trams
- 1998 – När pappa visade mej världsalltet
- 1998 – Lilla Asmodeus
- 2000 – Ensam med min bror
- 2000 – Den svarta fiolen
- 2001 – Mitt liv som Ulf
- 2001 – Vi läser storbildsblock
- 2001 – Hönsfjäderskorna
- 2002 – När mamma var indian
- 2002 – Göran och draken
- 2003 – Fullt med flugor i klassen
- 2003 – När jag besökte himlen
- 2004 – Kvällen när pappa lekte
- 2004 – Min vän Percy, Buffalo Bill och jag
- 2005 – Märklin och Turbin
- 2008 – En stjärna vid namn Ajax
- 2010 – De vilda helgonen
- 2012 – Jul i Stora Skogen
- 2016 – Nattåget
- 2016 – Lillasyster
- 2016 – Elmer Kock
- 2016 – Djur som ingen sett utom vi
- 2017 – Åskan
- 2017 – En natt ville Nalle vara stor
- 2017 – Kanel och Kanin och alla känslorna
- 2017 – Elmer Städare
- 2017 – Amy, Aron och anden
- 2018 – Elmer Djurdoktor
- 2018 – Rymlingarna
- 2018 – Elmer Spelman